# Europski dabar
Europski dabar (latinski: Castor fiber) je vrsta dabra koja je nekada bila raširena u Euroaziji. Lovio se gotovo do izumiranja zbog svog krzna i kastoreuma (mirisni uljasti sekret koji izrađuju trbušne žlijezde dabra, i ženke i mužjaka), tako da je 1900. godine ostalo samo 1.200 dabrova.

## Rasprostranjenost
Populacija dabra se oporavlja od skoro izumiranja. Procjenjuje se da je živjelo samo 1.200 dabrova početkom 20. stoljeća. U mnogim europskim zemljama, dabrovi su izumrli, ali ponovno naseljavanje i zaštita dovela je do postupnog oporavka na oko 639.000 jedinki do 2003. godine. Dabar danas obitava širom Europe i djelu Azije u Rusiji, Norveškoj, Njemačkoj, Španjolskoj, Italiji, Bjelorusiji, Finskoj, Mongoliji, Portugalu, Francuskoj, Kini, Kazahstanu, Luksemburgu, Turskoj, Ujedinjenom Kraljevstvu, Moldaviji, Švedskoj, Poljskoj, Srbiji, Mađarskoj, Rumunjskoj, Ukrajini, Danskoj, Nizozemskoj, Crnoj Gori, Lihtenštajnu, Litvi, Letoniji, Slovačkoj, Sloveniji, Češkoj, Estoniji, Hrvatskoj, Austriji, Belgiji i Bugarskoj.

## Opis
Boja krzna europskih dabrova geografski varira. Svjetlo kestenasto riđa boja je dominantna u Bjelorusiji. U Rusiji, dabrovi u slivu rijeke Sož uglavnom su tamno smeđe boje, dok dabarovi u Voronjež rezervatu imaju jednako raspodijeljenu smeđu i tamno-smeđu boju. 
Europski dabrovi su jedni od najvećih živućih vrsta glodavca i najveći glodavac podrijetlom iz Euroazije. Dabrovi su teški od 11 do 30 kg, s prosjekom od 18 kg. Dok je najveći primjerak težio rekordnih 31,7 kg, Smithsonian Institution je izvijestio da ova vrsta iznimno može biti teška 40 kg. Dužina tijela je od 80 do 100 cm, a repa 25 do 50 cm. Europski dabar je vrlo sličan s Američkim dabrom, ali ipak postoji nekoliko razlika između ove dvije vrste.

## Galerija
- Lubanja dabra
- Europski dabar
- Dabrova brana
- Ženka i mladunče dabra